# オ・ゴヌ
オ・ゴヌ（朝鮮語: 오건우、1981年3月18日 - 2011年1月13日）は、大韓民国の俳優。本名はオ・セギュ（오세규）。
ソウル芸術大学演劇科を卒業し、2003年、韓国と台湾の合作ドラマ『愛の香り』でデビューした。 
2011年1月13日、大邱広域市で友人に会うため車を運転していた最中に発生した交通事故により31歳で死去した。

## 学歴
- ソウル芸術大学 演劇科 専門学士

## 出演作品

### ドラマ
- 2003年～2004年 TTV 韓国&台湾合作ドラマ『愛の香り』 - パク・ソンジュン 役
- 2005年～2006年 MBC週末特別企画ドラマ『シンドン』 - ウォン・クンラン太子 役
- 2009年 KBS2大河ドラマ『千秋太后』 - ヨ・ソンジョン (青年) 役

### 映画
- 2007年 同い年課外授業レッスン2 - パク・ジュンテ 役